# Nassauische Landesbank (Hadamar)

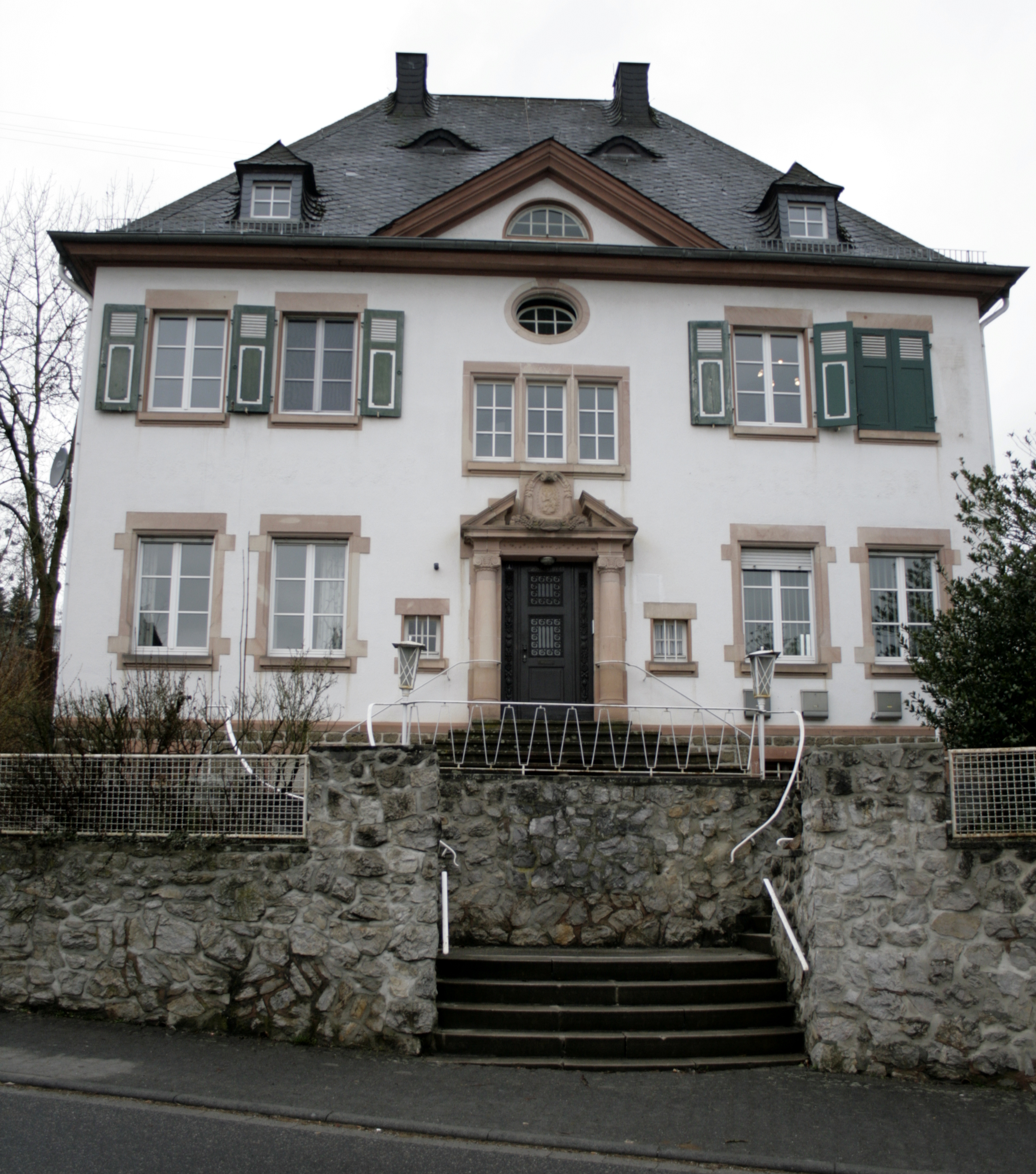
Nordansicht des Gebäudes

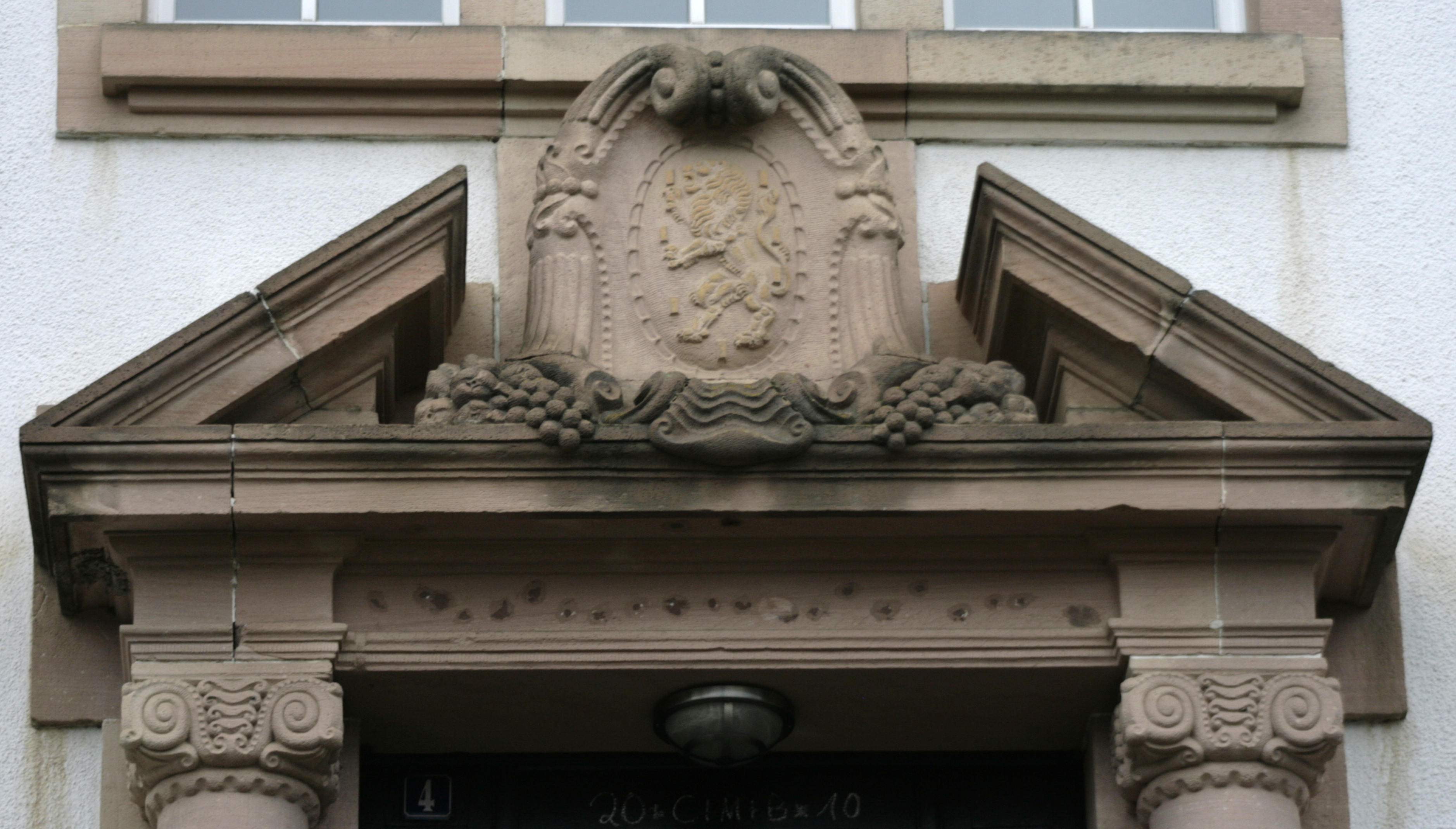
Gesprengter Giebel des Portals

Die Nassauische Landesbank in Hadamar, einer Stadt im Landkreis Limburg-Weilburg in Hessen, ist eine ehemalige Filiale der Nassauischen Landesbank. Das Gebäude mit der Adresse Alte Chaussee 4 ist ein geschütztes Baudenkmal.

## Geschichte und Beschreibung
Das Gebäude wurde im Jahr 1911 als Filiale der 1840 gegründeten Herzoglich Nassauischen Landesbank erbaut. Es besitzt einen stark terrassierten Unterbau und liegt am nördlichen Ende eines Villenviertels. Der Bau verbindet Elemente des Neubarock und des Klassizismus. Die Gestaltung ist sachlich und im Detail vom Jugendstil beeinflusst. Den Hauptschmuck bildet das Säulenportal mit einem Sprenggiebel, der von dem Wappen des Herzogtums Nassau und Früchten geschmückt wird.